# Maxomys baeodon
Maxomys baeodon — вид пацюків (Rattini), ендемік Борнео (Малайзія).

## Морфологічна характеристика
Довжина голови й тулуба від 126 до 140 мм, довжина хвоста від 119 до 133 мм, довжина лапи від 25 до 28 мм, довжина вуха від 17 до 19 мм. Волосяний покрив короткий і дуже колючий. Верхні частини червонуваті, колючі волоски мають жовту верхівку, а черевні частини жовтувато-білі. Хвіст такий же, як голова і тулуб, зверху темний, а знизу світлий.

## Середовище проживання
Мешкає в первинних тропічних лісах на висоті від 900 до 1400 метрів над рівнем моря.

## Спосіб життя
Це наземний вид. Віддає перевагу місцям з великою кількістю великих дерев.